# Rosières, Ardèche
Rosières är en kommun i departementet Ardèche i regionen Auvergne-Rhône-Alpes i sydöstra Frankrike. Kommunen ligger  i kantonen Joyeuse som ligger i arrondissementet Largentière. År 2022 hade Rosières 1 307 invånare.

## Befolkningsutveckling
Antalet invånare i kommunen Rosières
Referens: INSEE

## Galleri

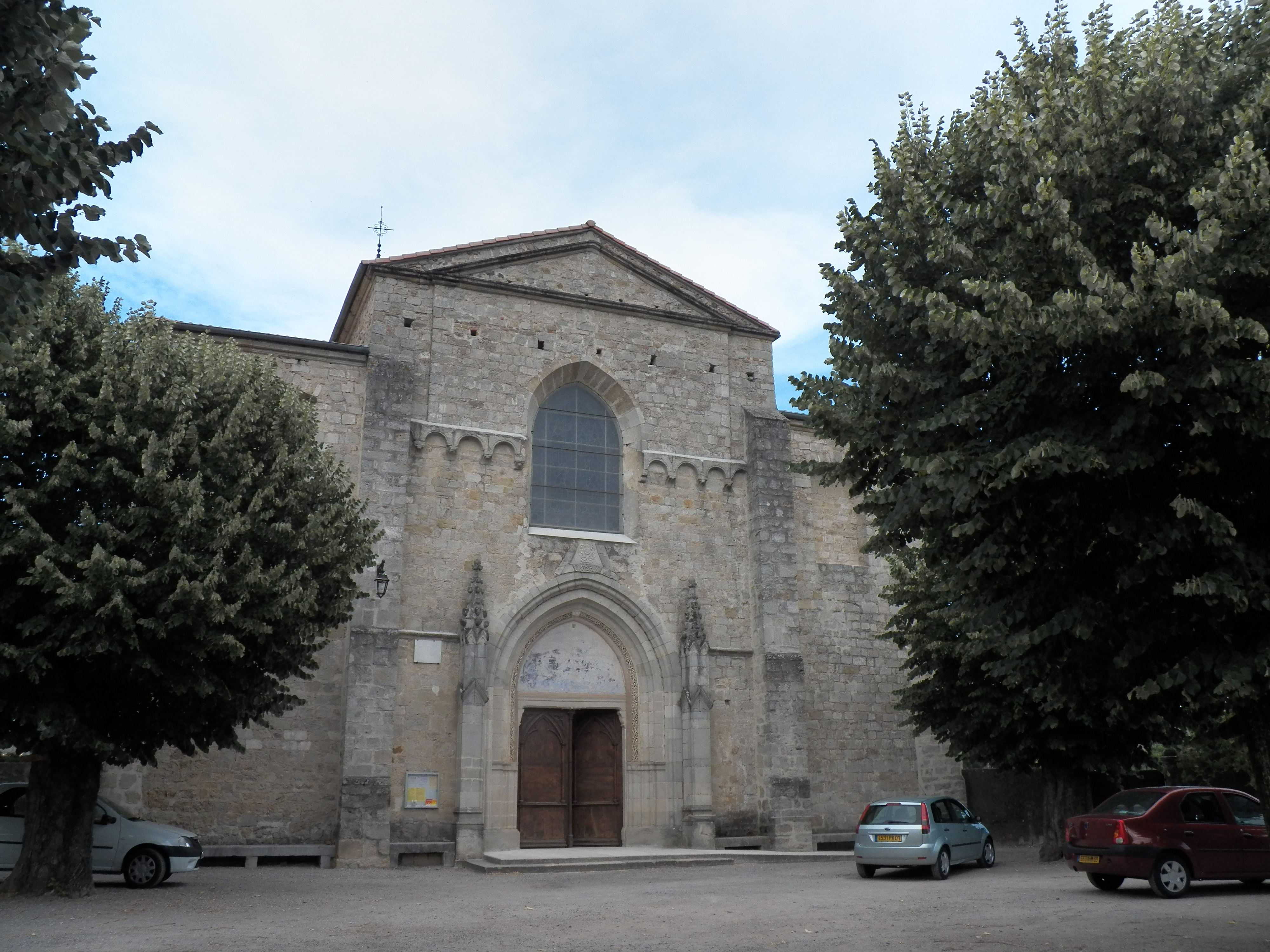
Kyrkan
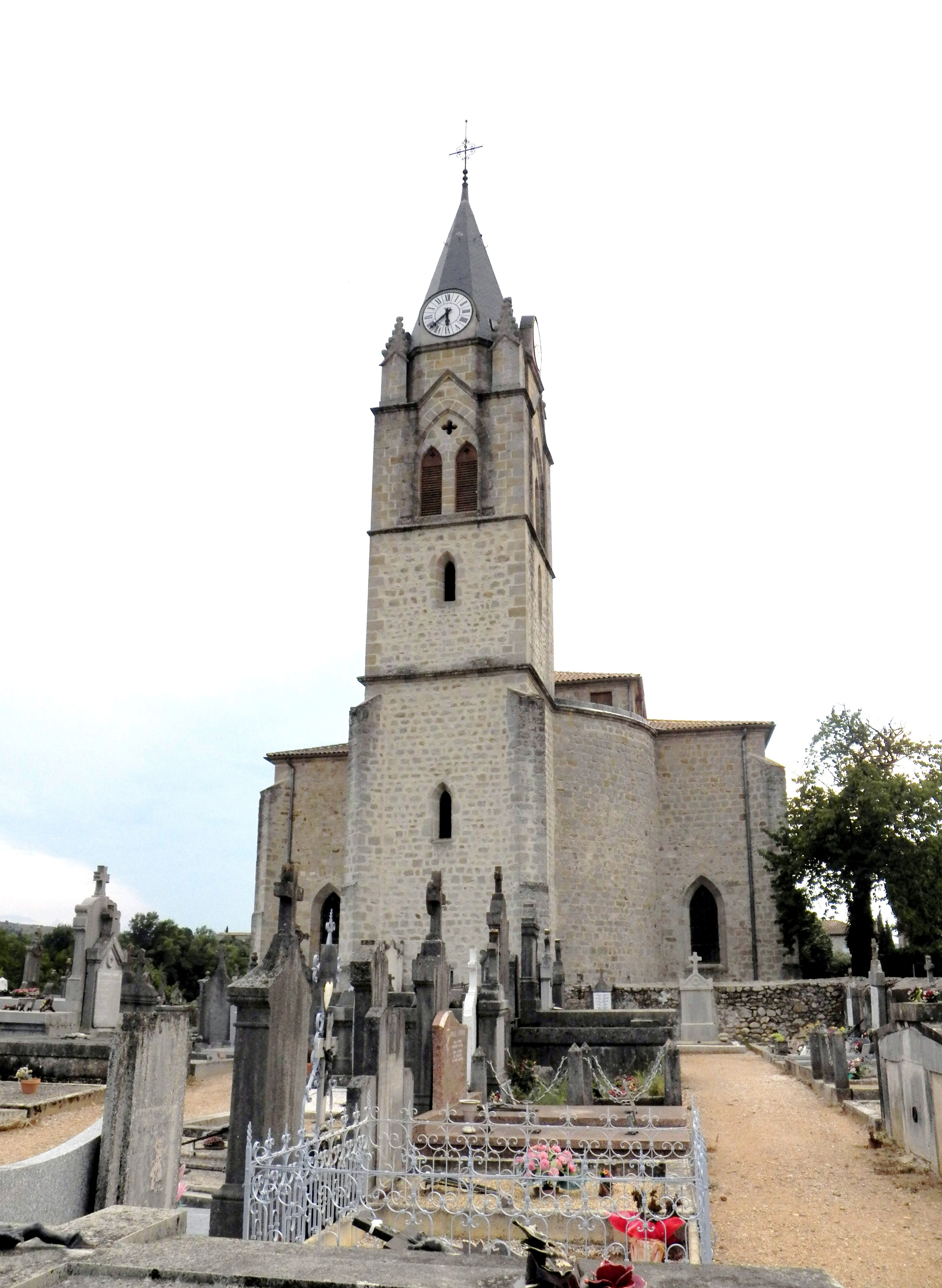
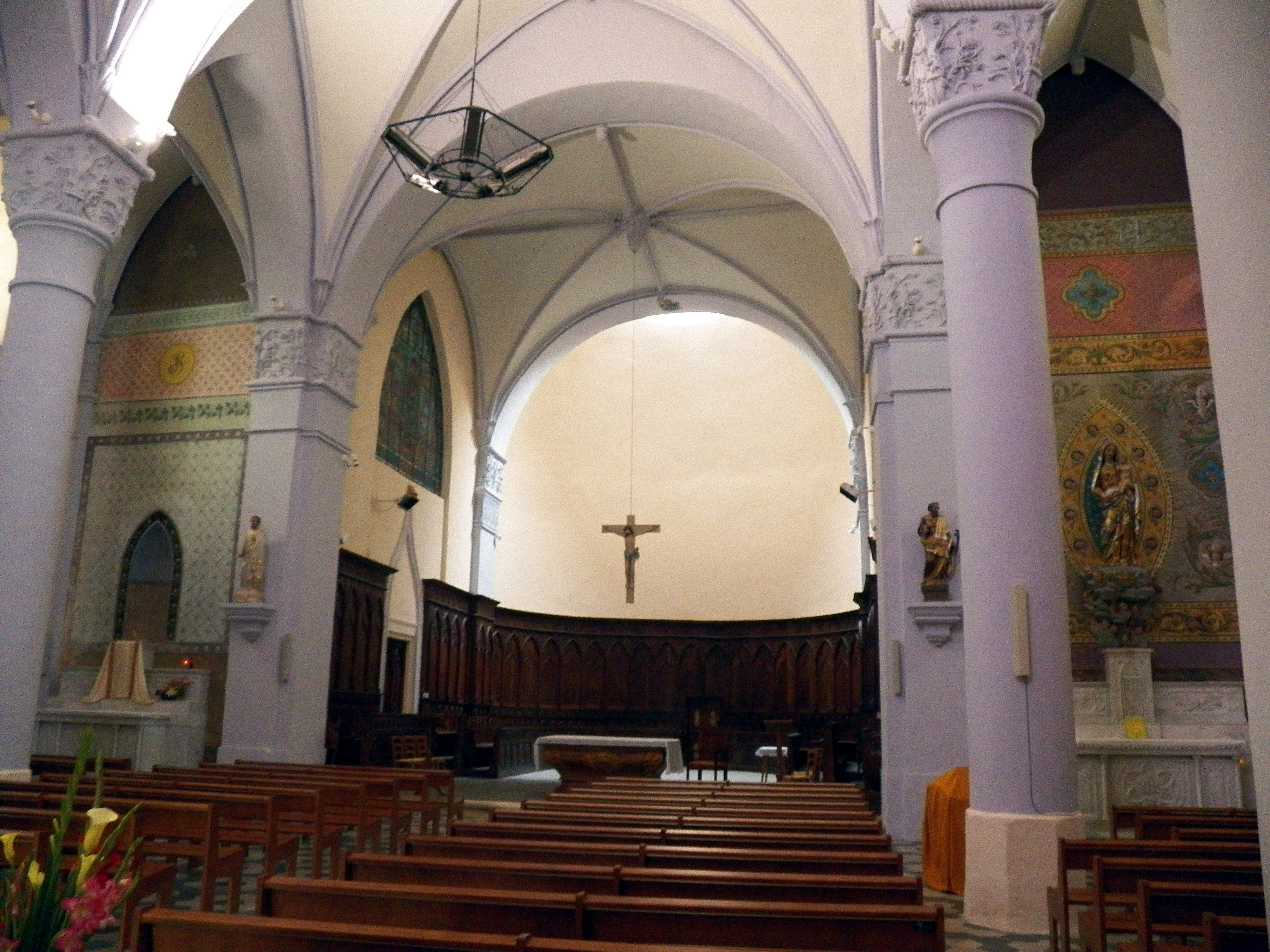
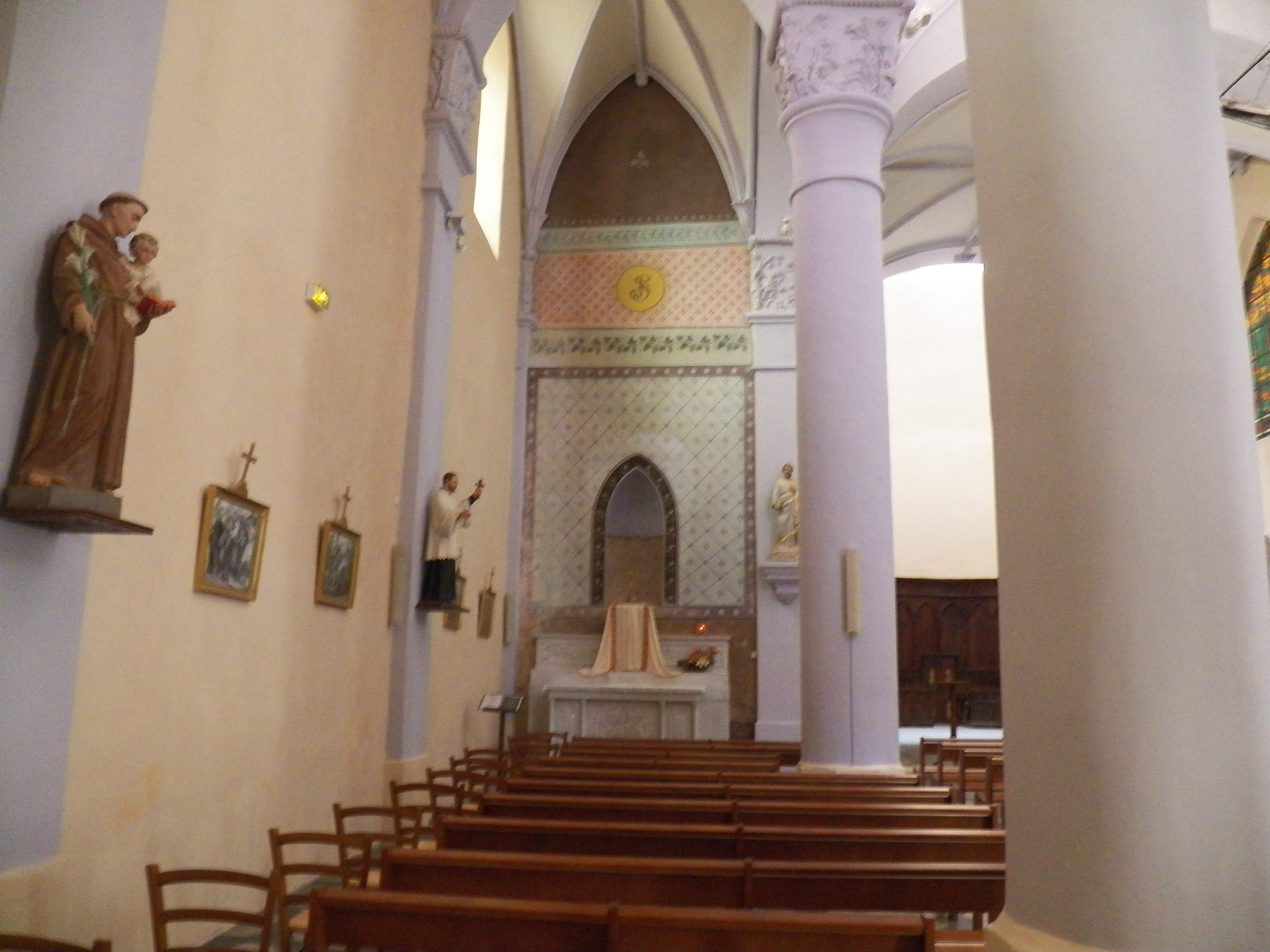
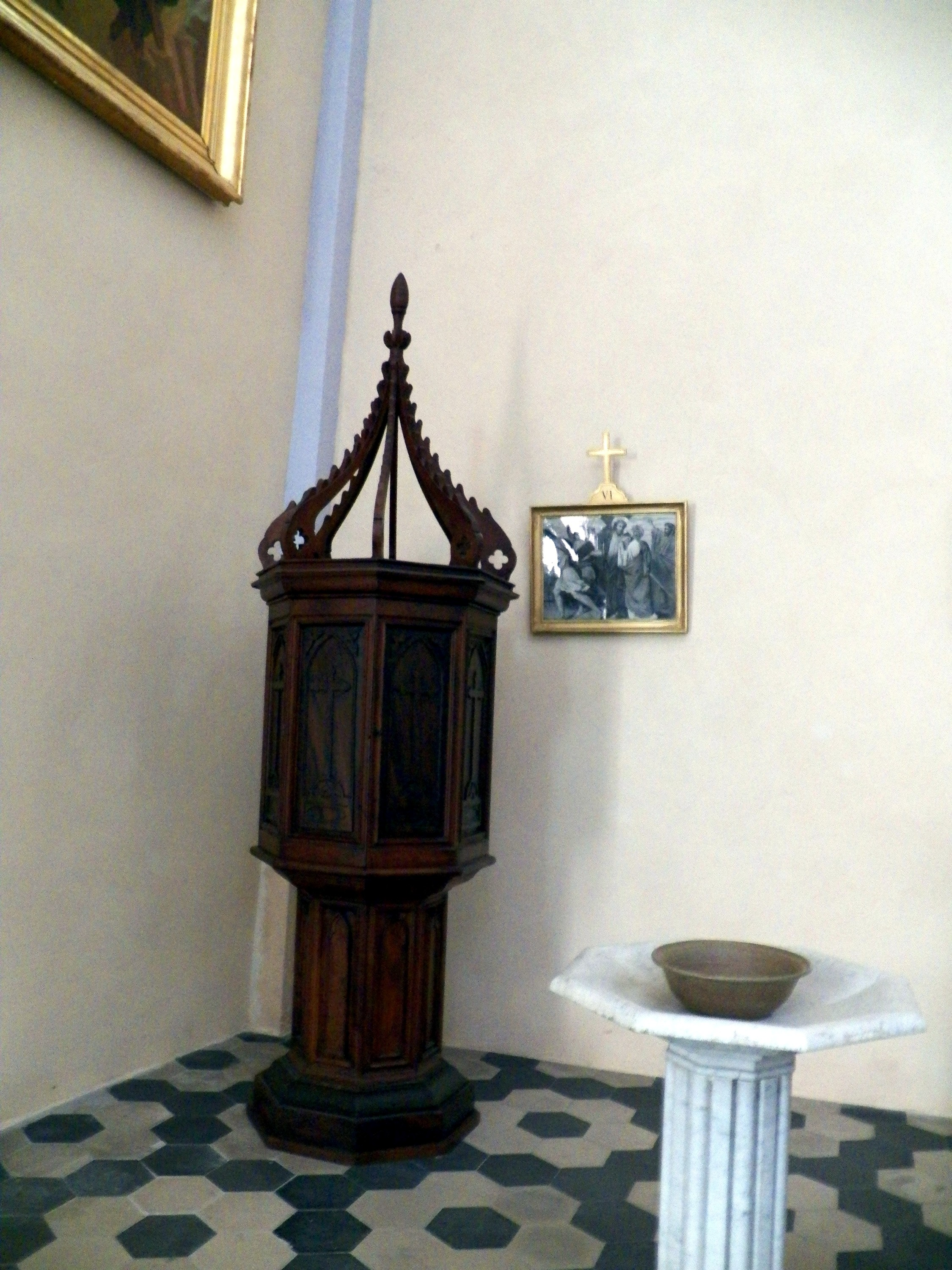